# Hernán Aguirre
Pour les articles homonymes, voir Aguirre.
Aguirre  Calpa est un nom espagnol. Le premier nom de famille, en général paternel, est Aguirre ; le second, en général maternel, souvent omis, est Calpa.
Hernán Ricardo Aguirre Calpa, né le 13 décembre 1995 à Guachucal, est un coureur cycliste colombien.

## Biographie
En 2019, il rejoint l'équipe continentale asiatique Interpro Cycling Academy, dirigée par Damien Garcia.

## Palmarès et résultats

### Palmarès par année
- 2013
  - Vuelta del Porvenir :
    - Classement général
    - 2e étape
- 2016
  - 7e étape de la Vuelta de la Juventud
  - 3e de la Vuelta de la Juventud
- 2017
  - Vuelta a Nariño :
    - Classement général
    - 3e et 4e étapes
- 2018
  - Tour du lac Qinghai :
    - Classement général
    - 4e et 6e étapes

  - 5e étape de la Vuelta a Nariño
- 2019
  - 4e étape du Tour du lac Qinghai
- 2021
  - 2e étape de la Clásica de Fusagasugá
  - 2e de la Clásica de Fusagasugá

### Résultats sur les grands tours

#### Tour d'Espagne
1 participation
- 2017 : 37e

### Classements mondiaux
| Année                                 | 2016  | 2017 | 2018  | 2019 | 2020 | 2021  | 2022  |
| ------------------------------------- | ----- | ---- | ----- | ---- | ---- | ----- | ----- |
| Classement mondial                    | 2066e | 815e | 237e  | 393e | 940e | 2339e | 2511e |
| UCI Europe Tour                       | 1368e | 607e | 1081e |      |      |       |       |
| UCI Asia Tour                         | nc    | nc   | 6e    |      |      |       |       |
| UCI America Tour                      | nc    | nc   | nc    | 37e  | 70e  | 395e  | 429e  |
|                                       |       |      |       |      |      |       |       |
| Légende : nc = non classéSource : UCI |       |      |       |      |      |       |       |